# Veter (pesem)
»Veter« je pesem slovenske pevke Mojce Štoka (Moye).
Posneta je bila v studiu Tramon.
Izšla je 28. oktobra leta 2021 v pretočni obliki kot peti singel z albuma Samo Moya.

## Seznam posnetkov
| Št.             | Naslov          | Besedilo        | Glasba              | Priredba        | Dolžina |
| --------------- | --------------- | --------------- | ------------------- | --------------- | ------- |
| 1.              | „Veter‟         | M. Štoka        | J. Baruca, M. Štoka | J. Baruca       | 3:20    |
| Skupna dolžina: | Skupna dolžina: | Skupna dolžina: | Skupna dolžina:     | Skupna dolžina: | 3:20    |

## O pesmi
Moyina pesem »Veter« je nežna balada v pravem country stilu, saj je svoj prispevek dodal tudi Paul Hilton iz Nashvilla.
Govori o trenutkih negotovosti v življenju, ko bi najraje zbežali proč z vetrom, a ne vemo točno, kam.
Takrat se z močjo soočanja z dano situacijo lahko vrnemo v varen objem doma:
Odpelji me veter, odpelji me od tod.
 Odpelji me veter, mi pokaži novo pot.
 Odpelji me veter, odpelji me drugam.
 Odpelji me veter, tja v varen pristan, ...— Moya v pesmi »Veter«

## Videospot
Videospot za pesem »Veter« je nastal v sodelovanju z domačijo Tmbin's Barn iz Povirja na Krasu.
V njem z Moyo nastopa tudi lipicanec Vero, ki simbolno predstavlja našo notranjo moč.
Posnela sta ga Lenart Kobal in Matic Mikuž.
Objavljen je bil 2. novembra 2021.

## Sodelujoči
- Mojca Štoka – Moya – vokal
- Yan Baray – Jan Baruca – kitara in mandolina
- Martin Bratož – hammond orgle in klavir
- Paul Hilton – pedal steel kitara
- Teo Korenika – bas kitara
- Luka Jeraša Kuljo – bobni

### Produkcija
- Jan Baruca – producent, priredba
- Lenart Kobal – video

## Odziv
»Veter« je bila »pesem in pol« Radia Koper.